# 몬레알레

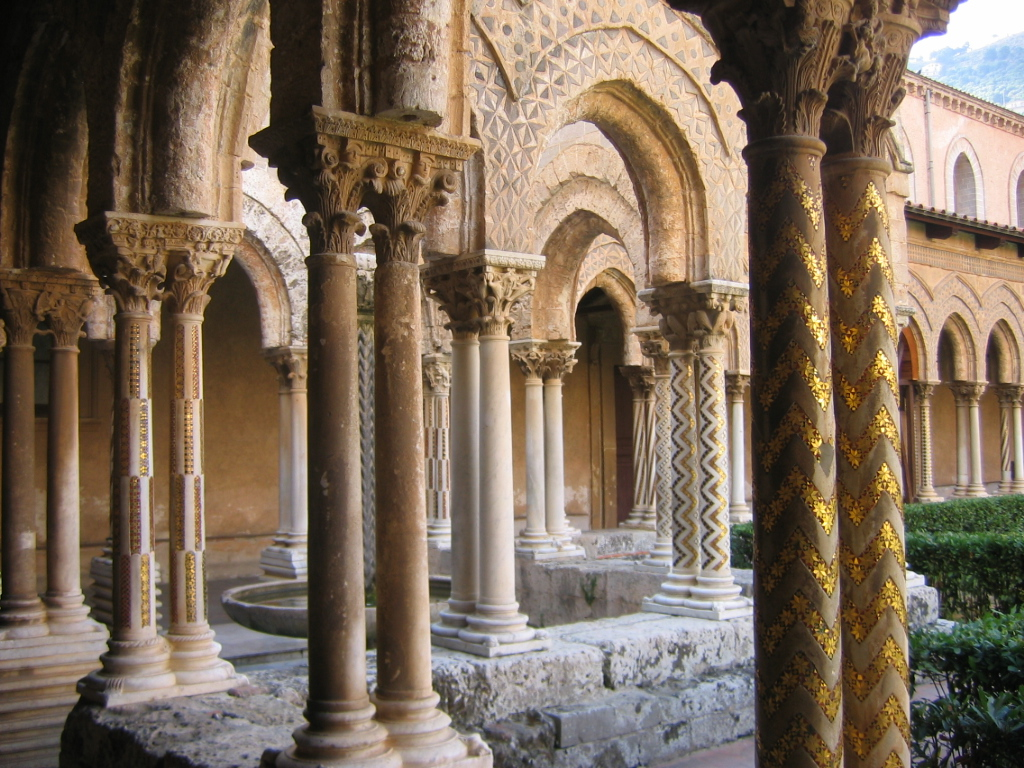

몬레알레(Monreale, /ˌmɒnriˈæl/; 이탈리아어 발음: [monreˈaːle]; 시칠리아어: Murriali)는 이탈리아 남부 시칠리아 팔레르모 광역시에 있는 도시이자 코무네이다. 몬테 카푸토 산기슭에 위치하며, "라 콘카 도로"(황금 조개)라고 불리는 매우 비옥한 계곡이 내려다보이는 곳에 있다. 이 계곡은 오렌지, 올리브, 아몬드 나무의 생산지이며, 이곳에서 생산된 농산물은 대량으로 수출된다. 인구는 약 39,000명이며, 지역의 주도인 팔레르모에서 남쪽으로 약 7km(4마일) 떨어져 있다.
몬레알레는 자체 대교구를 두고 있으며, 유네스코 세계유산에 등재된 여러 건물 중 하나인 역사적인 노르만-비잔틴 양식의 몬레알레 대성당, 아랍-노르만 양식의 팔레르모 건물 9개, 그리고 체팔루 대성당과 몬레알레 대성당이 있다.